# Șerbeni, Mureș
Șerbeni este un sat în comuna Beica de Jos din județul Mureș, Transilvania, România.

## Localizare
Se află la 17 km la est de Reghin, 415 m deasupra nivelul mări.

## Istoric
A fost posesiune a lui Gheorghe Rákóczi I. Numele s-a schimbat de mai multe ori, în 1642 Saraphaza, în 1733 Sorophaza, în 1750 Soroohaza.

## Obiectiv memorial
Groapa comună a Eroilor Români din Al Doilea Război Mondial a fost amplasată în curtea bisericii greco-catolice (în prezent ortodoxe) din localitate. A fost amenajată în anul 1944 și are o suprafață de 20 mp. În această groapă sunt înhumați 26 de militari români necunoscuți.

## Personalități
- Ioan Suciu (1867-1936), învățător

## Vezi și
- Biserica de lemn din Șerbeni

## Imagini

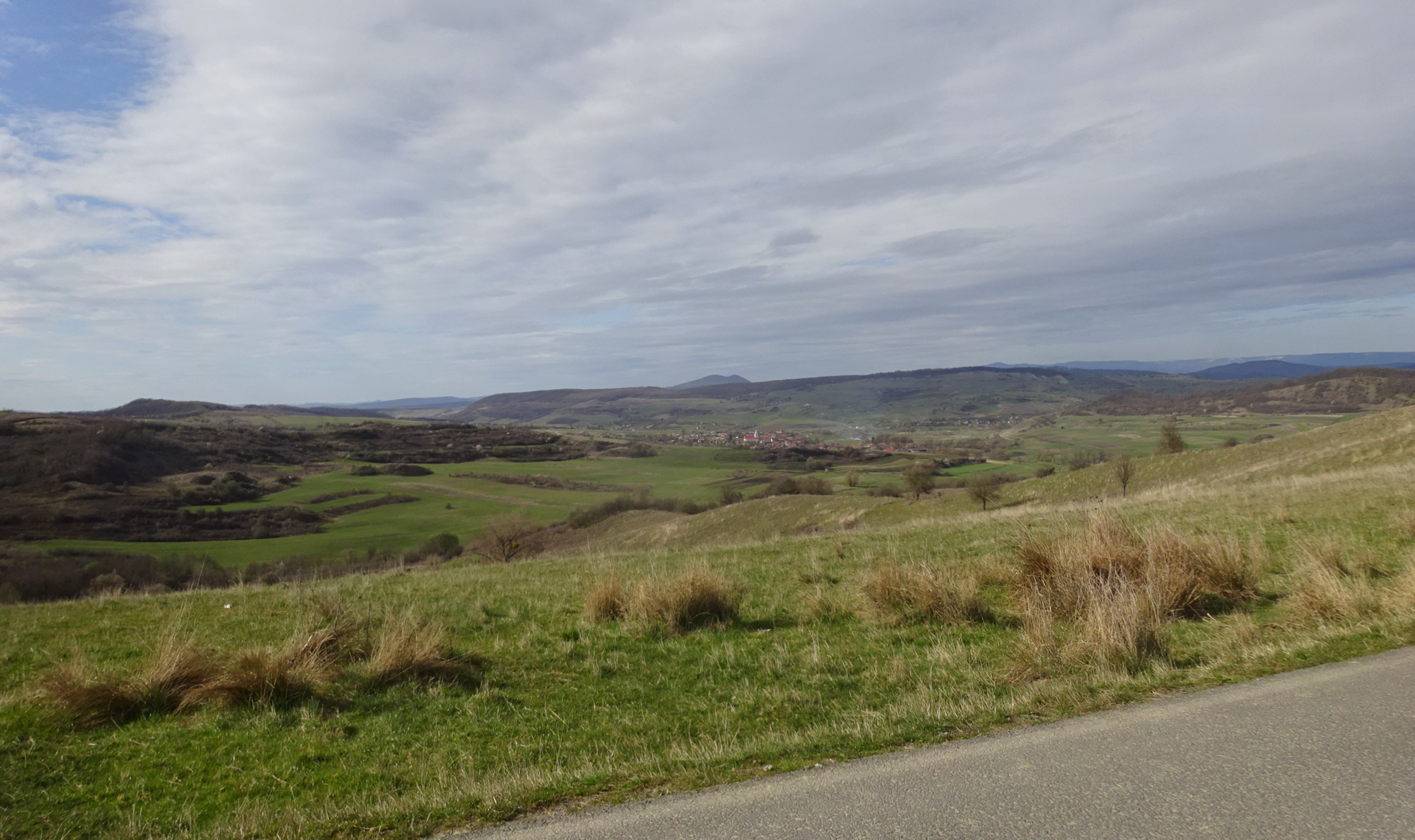
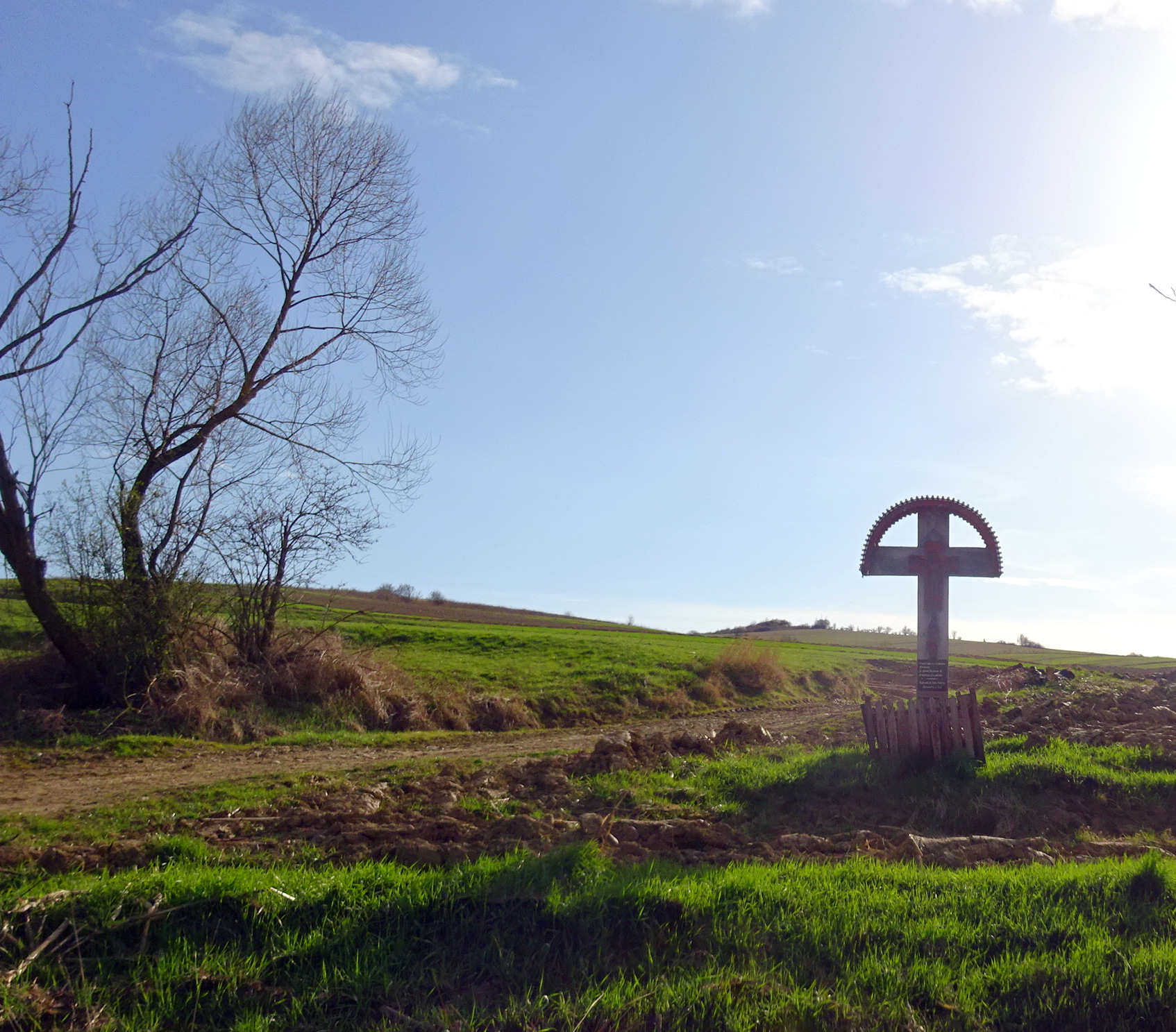
Prima troiță
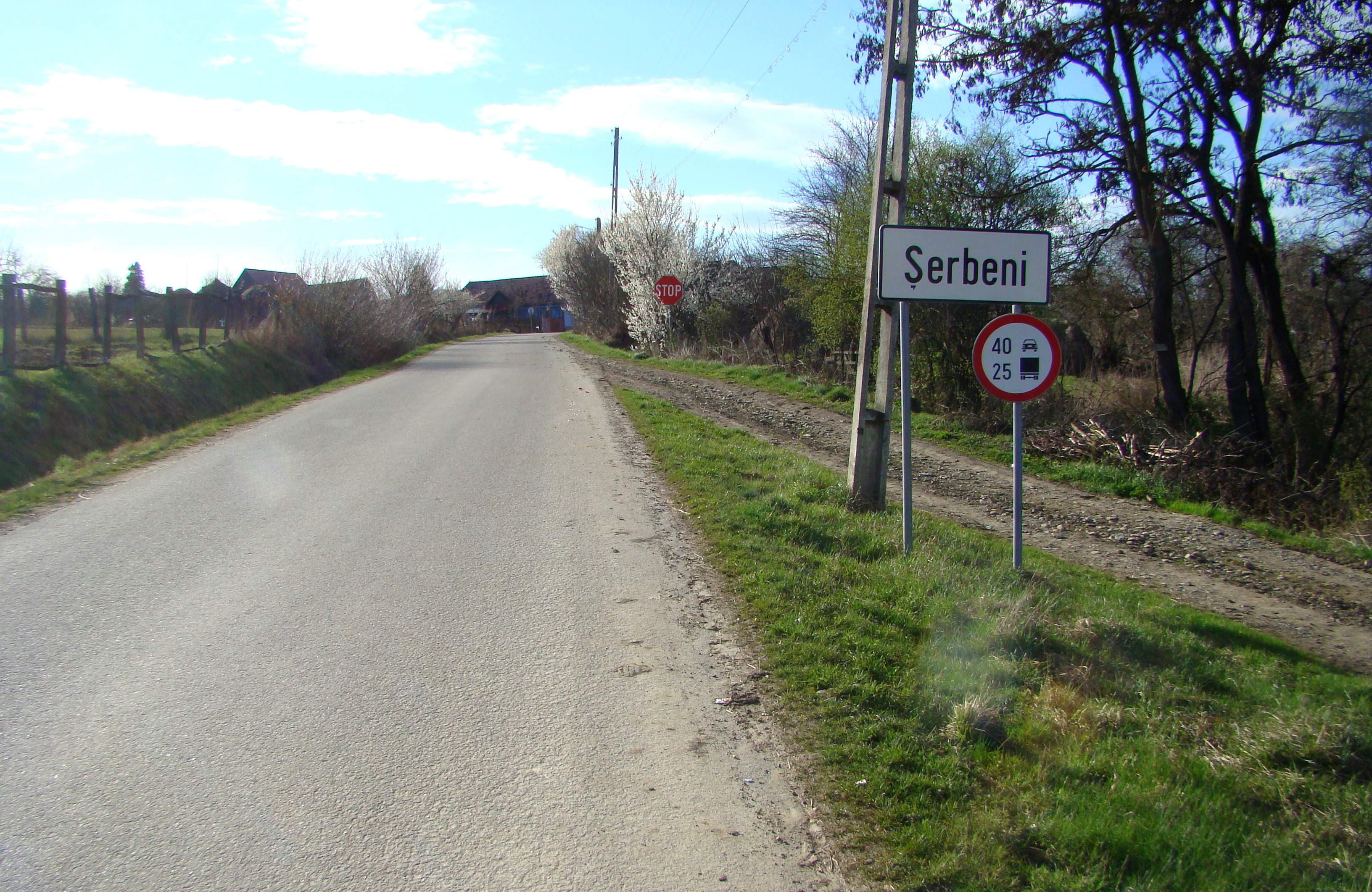
Intrarea în localitate
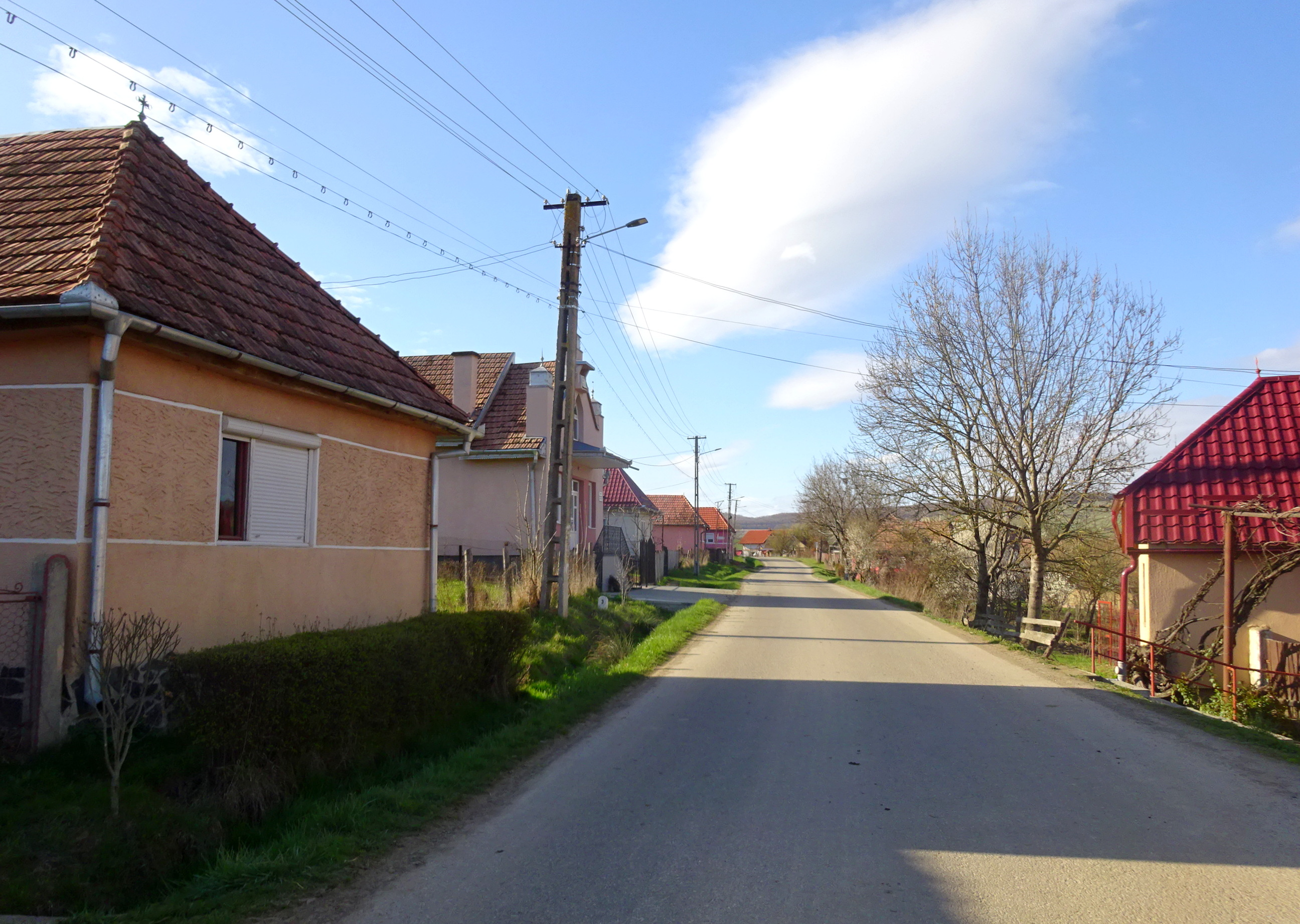
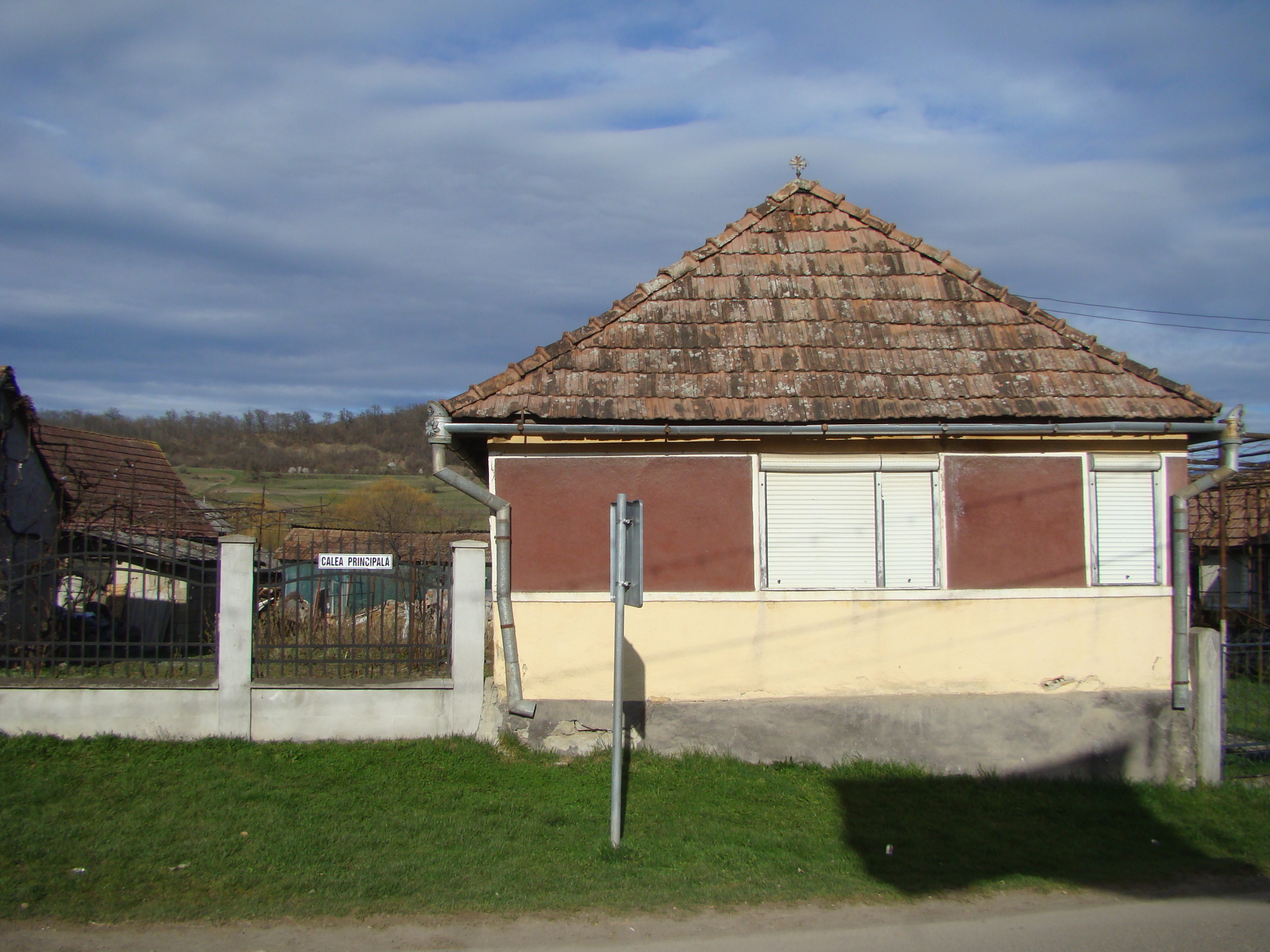
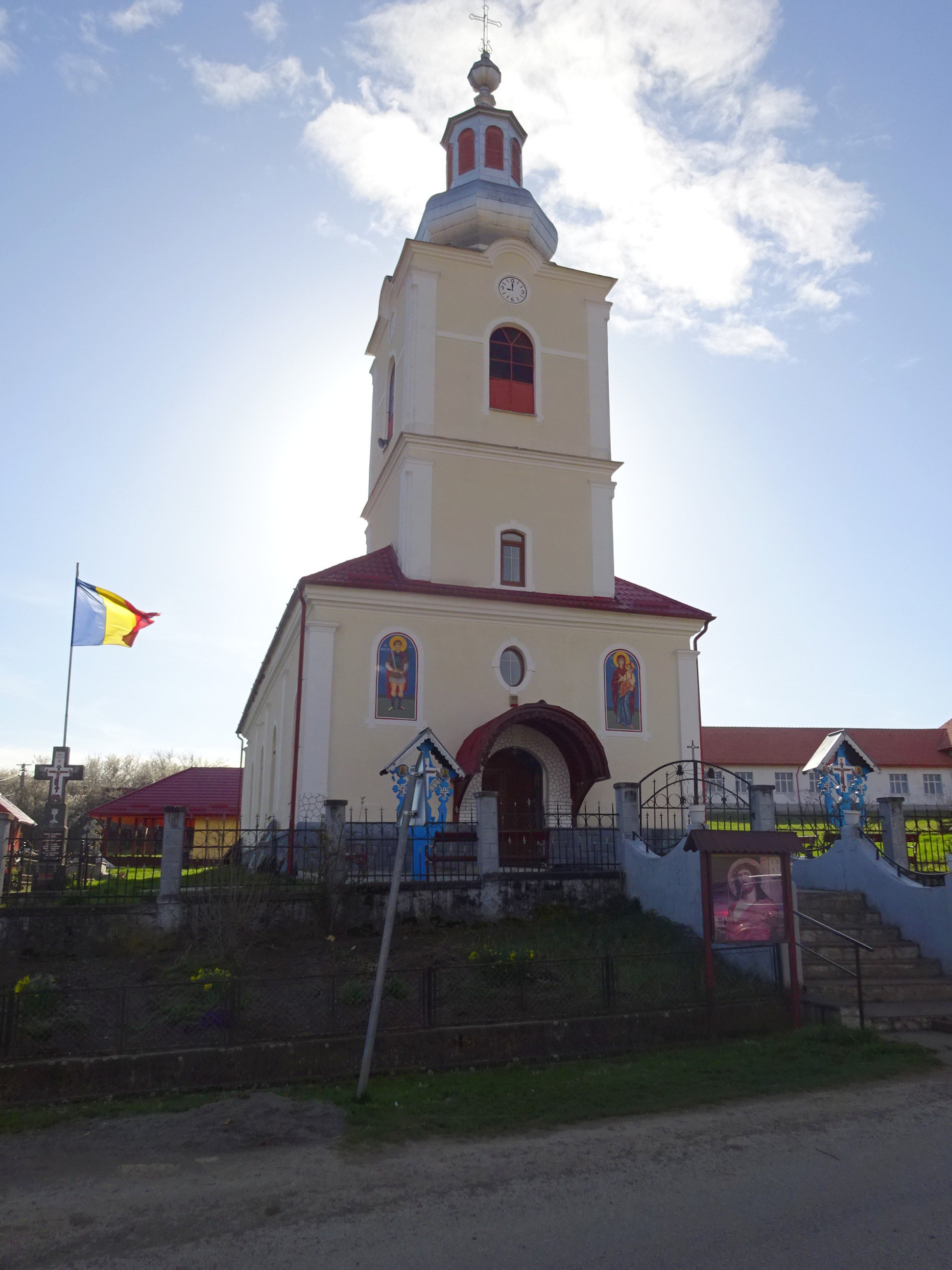
Biserica Sfântul Mare Mucenic Dimitrie din Șerbeni (1924)
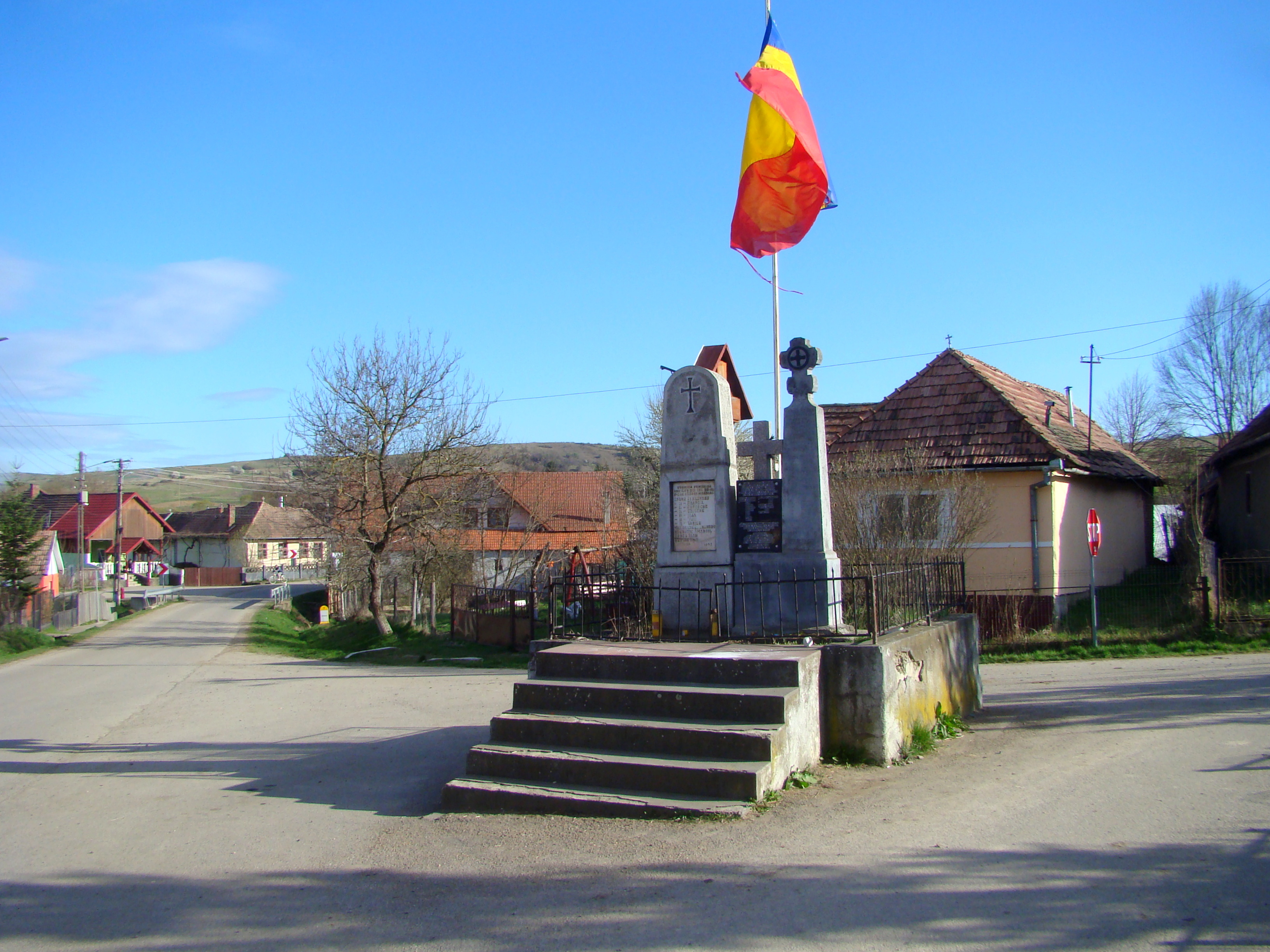
Monumentul eroilor
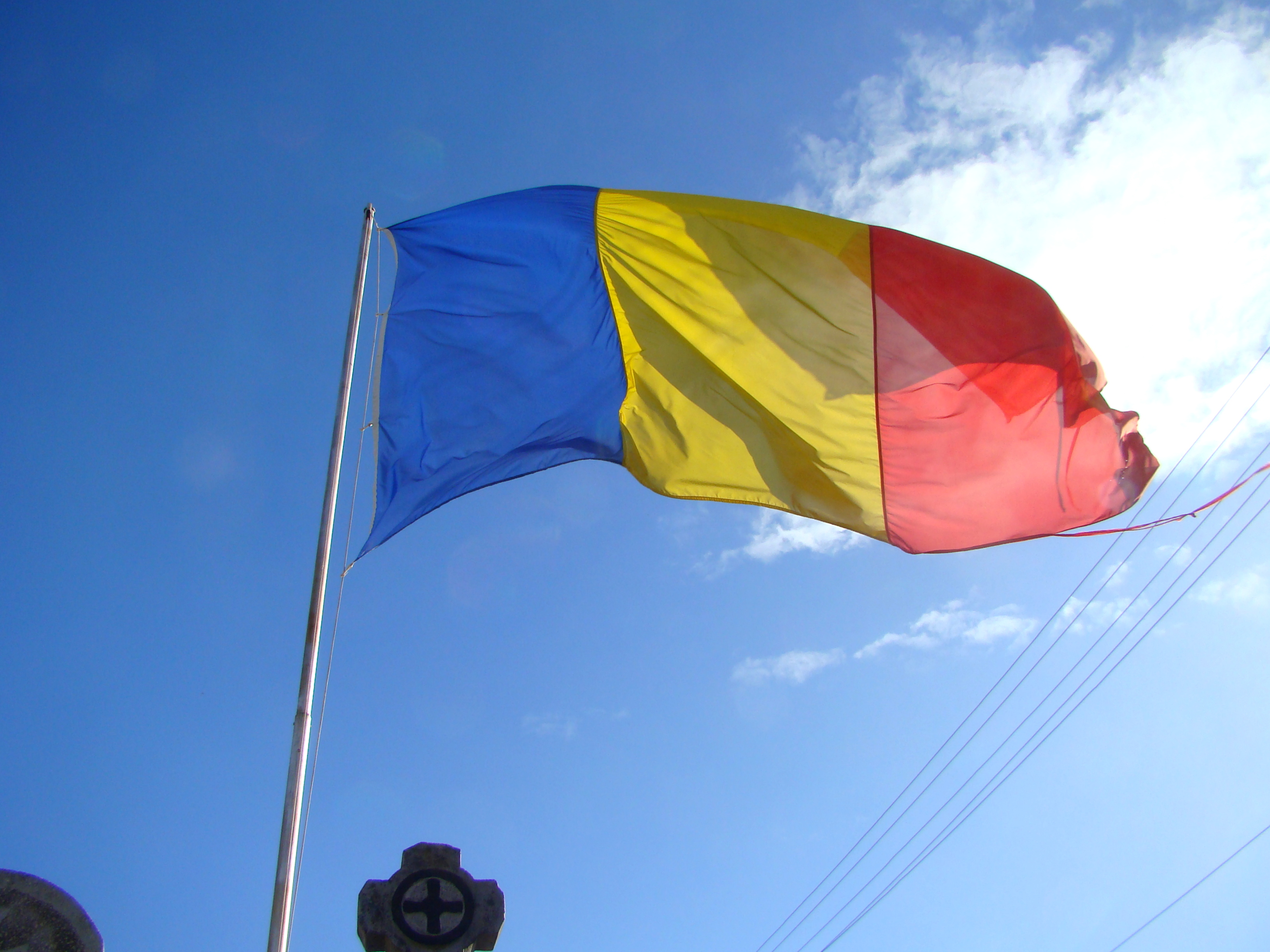
Monumentul eroilor (detaliu)
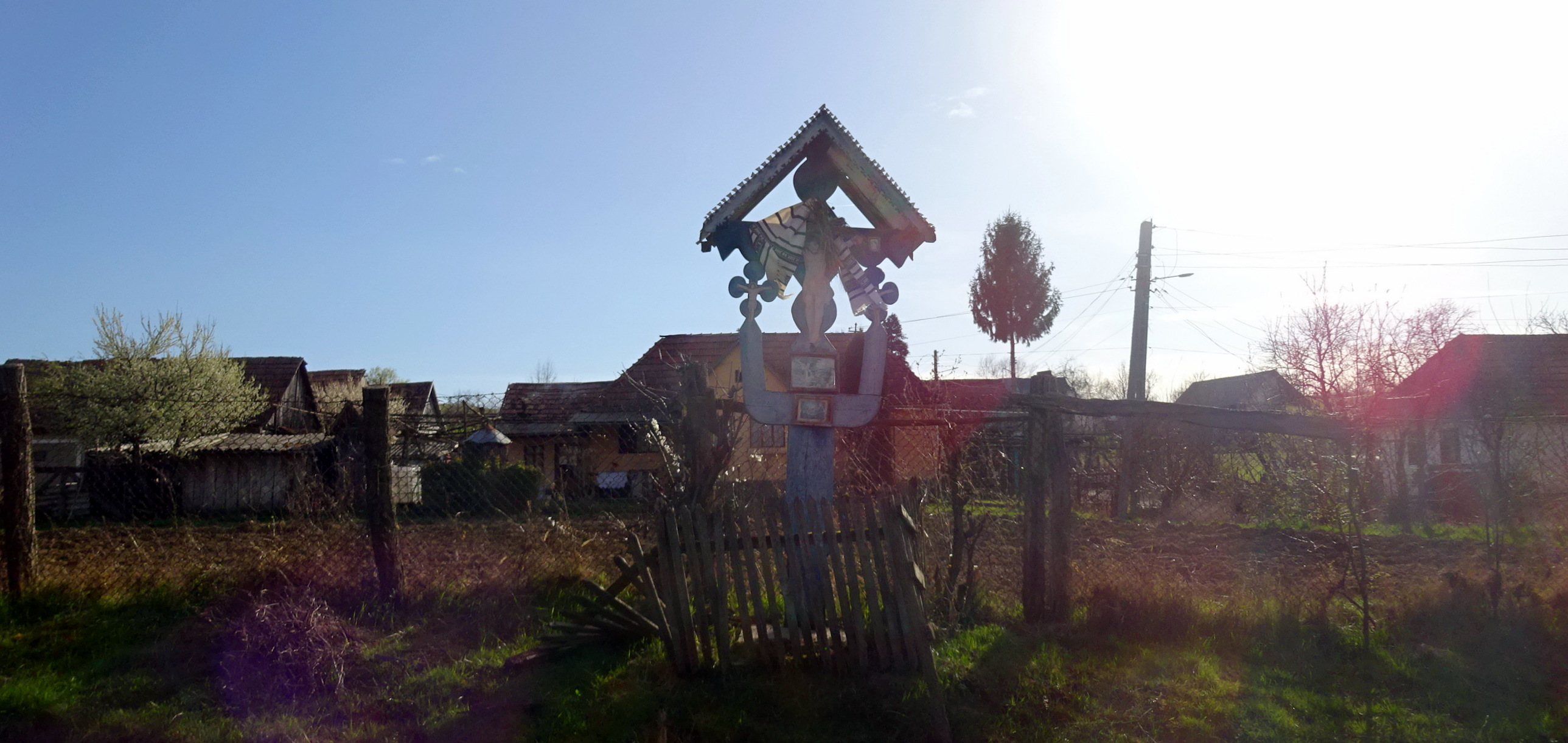
A doua troiță
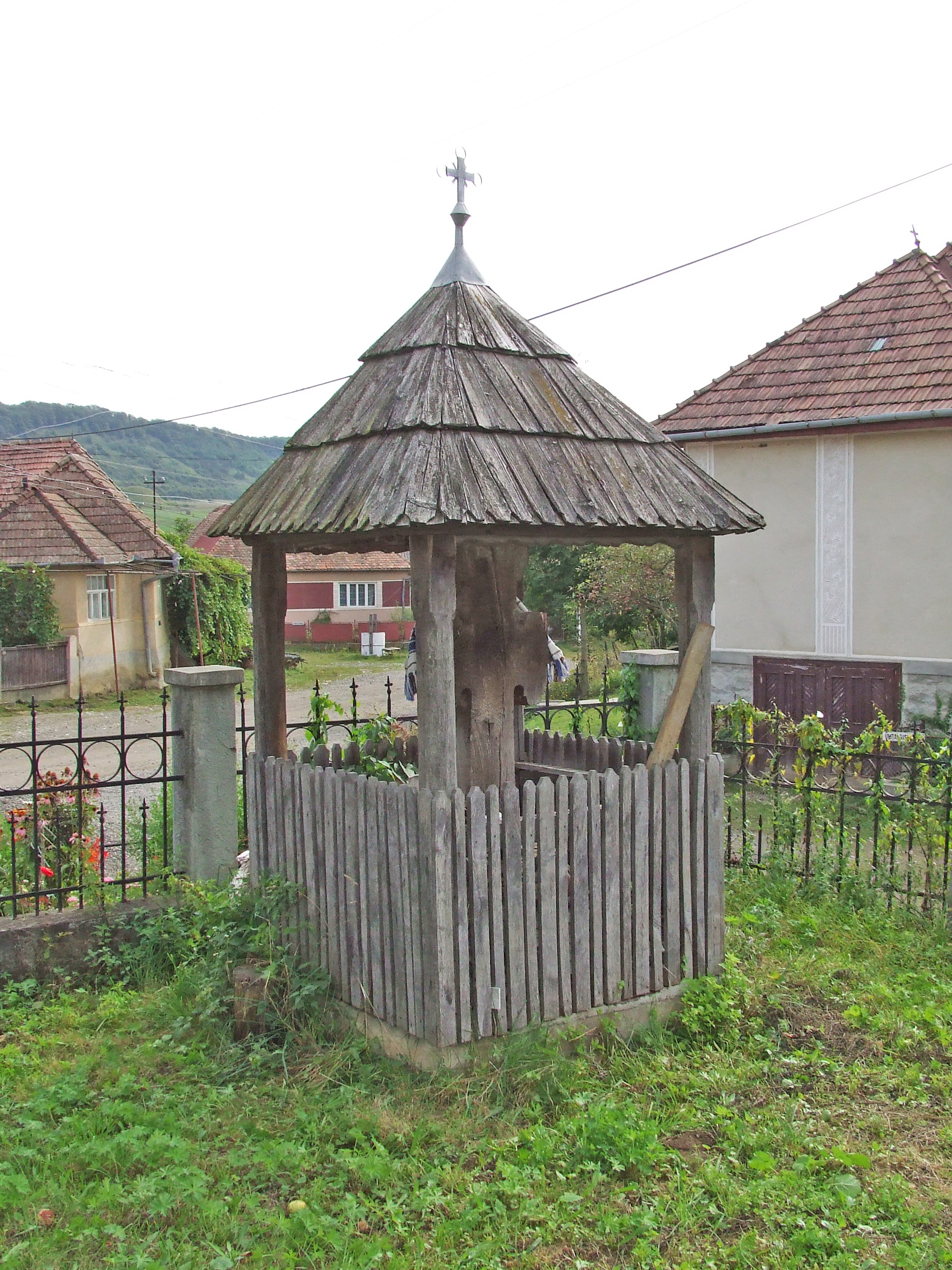
Troiţa bisericii de lemn din Şerbeni (biserică dispărută)
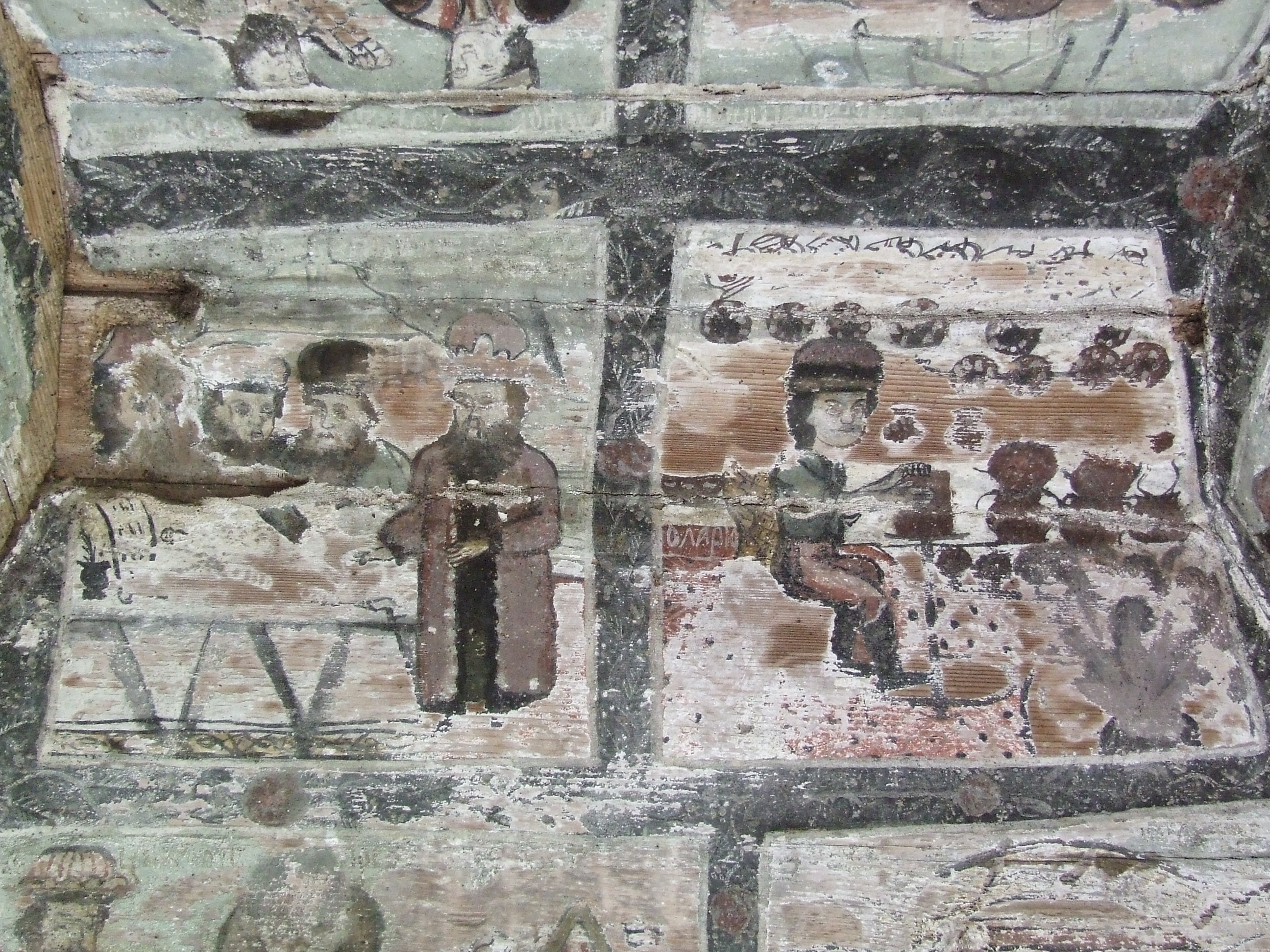
Pictura troiței
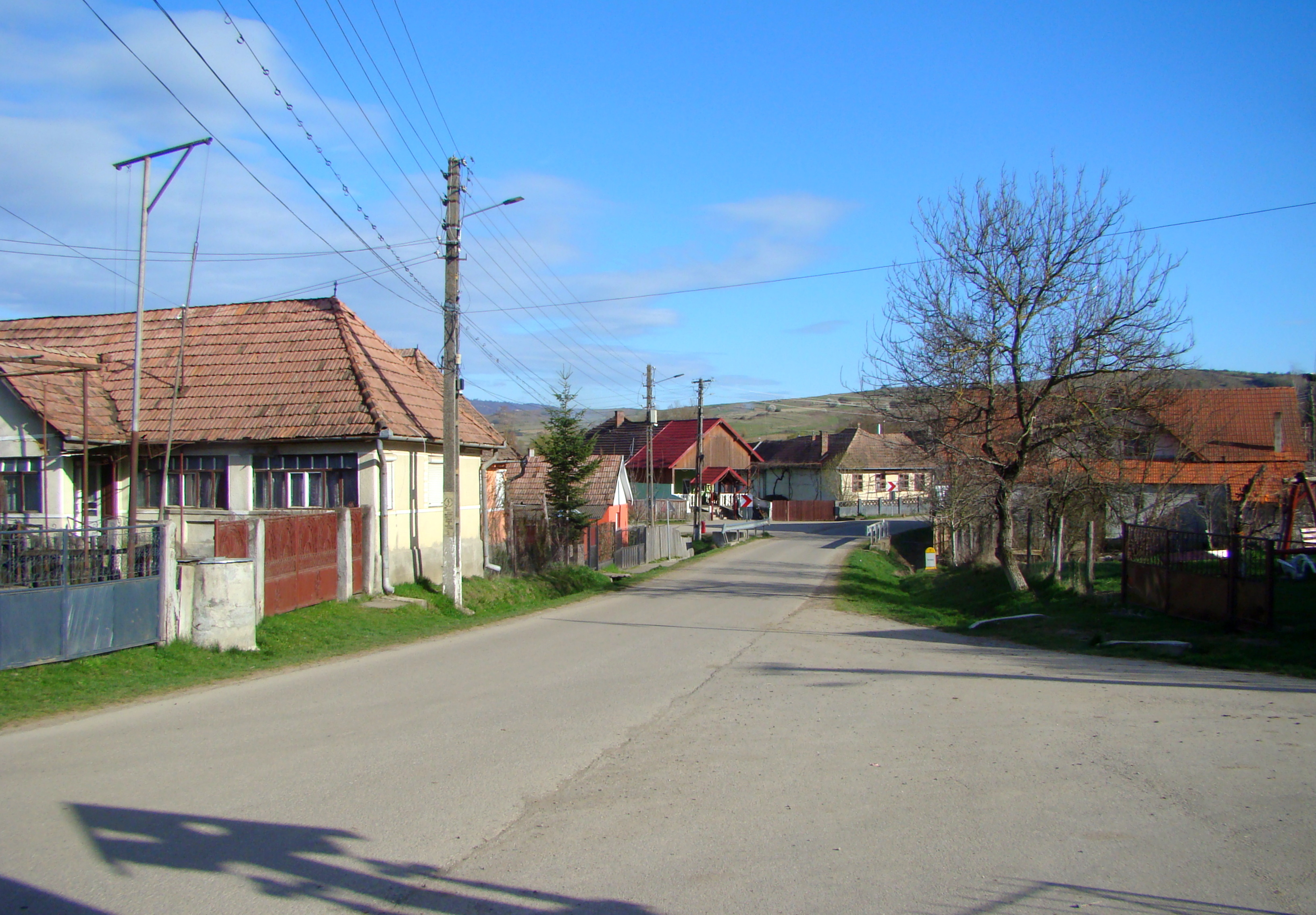